# Tetraceratops
Tetraceratops jest nazwą rodzajową żyjącego we wczesnym permie (około 275 milionów lat temu) synapsyda. Jedyną znaną jego pozostałością jest mierząca 95 mm długości czaszka, odkryta w roku 1908 w hrabstwie Baylor County w Teksasie. Szacuje się, że długość całkowita tetraceratopsa wynosiła około 1 metra. Był prawdopodobnie drapieżnikiem.

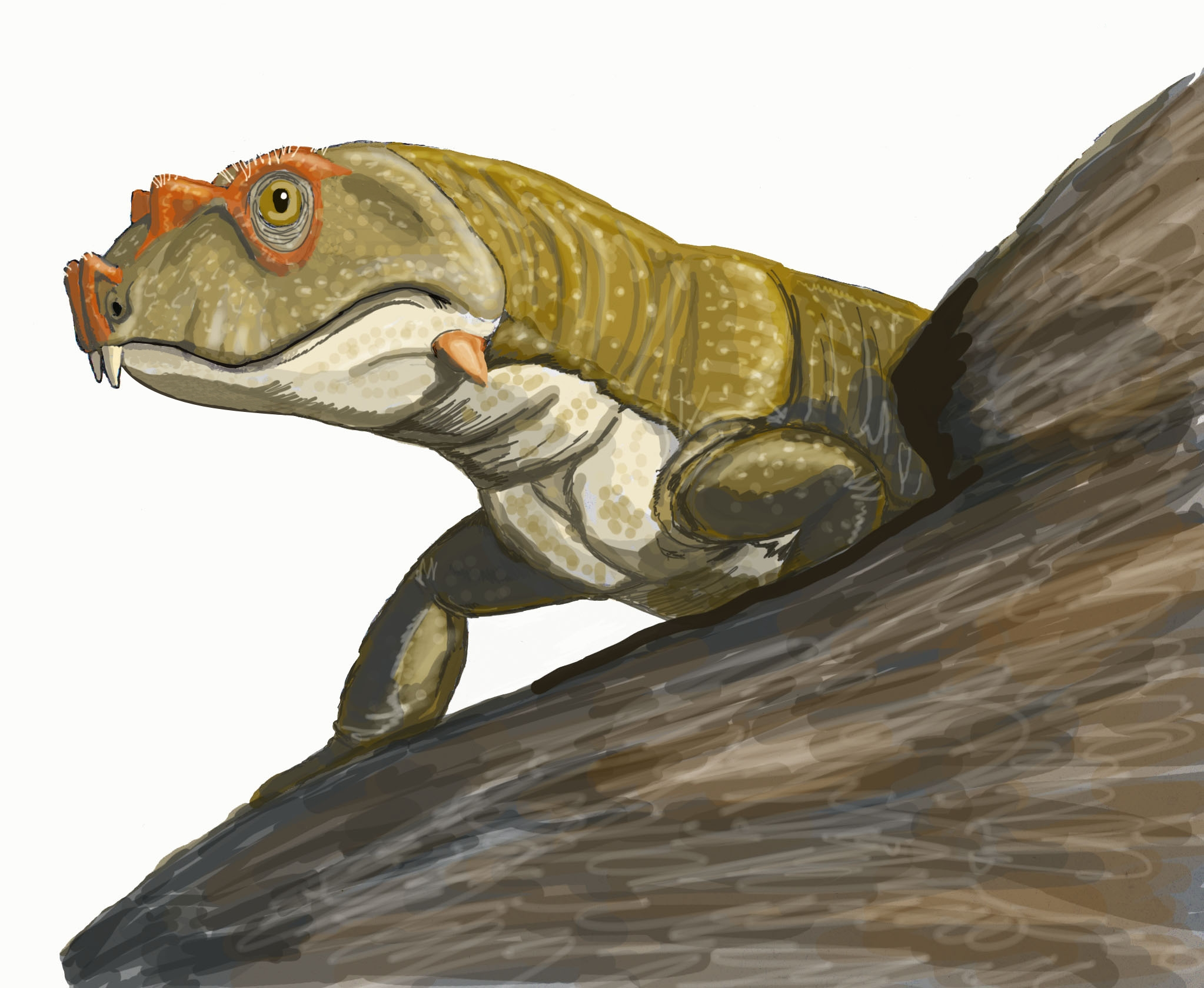
Rekonstrukcja wygladu tetraceratopsa

Nazwa zwierzęcia, oznaczająca "czwororogie oblicze", jest myląca, ponieważ na czaszce tetraceratopsa znajdowały się 3, a nie 2 pary rogów. Błędna nazwa jest wynikiem faktu, że gdy W. D. Matthew opisywał zwierzę, jedna para zakryta była skałą, w której skamieniałość była osadzona.
Przedmiotem gorących debat jest pozycja systematyczna zwierzęcia. Często opisuje się go jako najstarszego znanego przedstawiciela terapsydów. Budowa czaszki ma powierzchowne analogie u pierwotnego terapsyda z rodzaju burnetia. Poza tym otwory skroniowe tetraceratopsa mają budowę podobną do tych znajdowanych u pierwotnych terapsydów z podrzędu biarmosuchia. Tak samo jak terapsydy, nie posiadał tylnych trzonowców, a jego kość kwadratowa była zredukowana.
Mimo to, wielu naukowców skłania się jednak do pierwotnej opinii, według której tetraceratops był przedstawicielem pelykozaurów.
| ← mln lat temuTetraceratops |          |            |          |          |           |         |          |         |          |           |      |    |
| Prekambr←4,6 mld            | Kambr541 | Ordowik485 | Sylur443 | Dewon419 | Karbon359 | Perm299 | Trias252 | Jura201 | Kreda145 | Paleog.66 | Ng23 | Q2 |